# الكشاف المسلم
جمعية الكشاف المسلم في لبنان من أقدم الحركات الكشفية في العالم الإسلامي. تأسس سنة 1912 تحت اسم الكشاف العثماني ثم تحول إلى اسم الكشاف السوري بعد الحرب العالمية الأولى. وفي سنة 1920 تم اتمام القانون الأساسي وسمي باسم جمعية الكشاف المسلم في لبنان.

## لمحة تاريخية
بتوجيه من الشيخ توفيق الهبري، رئيس مجلس امناء دار العلوم، نظم محمد عبد الجبار خيري أول فوج كشفي في مدينة بيروت سنة 1912.
عند نشوب الحرب العالمية الأولى، عاد خيري إلى الهند بلده الأصلي فاستلم الحركة محمد عمر منيمنة بالتعاون مع محي الدين النصولي وبهاء الدين الطباع وسعيد ستو.
وتوقفت نشاطات الحركة لفترة خلال الحرب العالمية الأولى ثم عادت للظهور باسم الكشاف السوري. وخلال الانتداب الفرنسي للمشرق وبعد تكوين دولة لبنان المستقلة عن سوريا، تحول اسم الحركة إلى الكشاف المسلم في 30 ايلول/سبتمبر سنة 1920.
وتم الاعتراف بالحركة من قبل الدولة اللبنانية بعلم وخبر في 29 حزيران/يوليو 1921.